# Casamancekonflikten
Casamancekonflikten började 1947 när Movement des Forces Démocratiques de la Casamance (MFDC) kämpade för regional autonomi för Casamance. 1982 utvecklades det till ett lågintensivt inbördeskrig mellan Senegals regering och Rörelsen för Casamances demokratiska krafter (MFDC), i frågan om självständighet för Casamanceregionen. Mellan 10 000 och 70 000 internflyktingar har tvingats lämna sina hem på grund av konflikten. Flyktingar har också sökt sig till  grannländerna Gambia och Guinea-Bissau.
Fredssamtal har genomförts, flera avtal om vapenvila har slutits under 1990-talet och 2000-talet och ett fredsavtal undertecknades 2004. MFDC lovade att lägga ner vapnen mot utlovad amnesti och löften om en återuppbyggnad av Casamance. Många rebeller tog avstånd från detta avtal och bröt sig ur MFDC. Strider mellan separatister och regeringsstyrkor har blossat upp under flera tillfällen och någon total vapenvila har aldrig kunnat upprätthållas.
När MFDC:s ledare dödades 2007 bröt en, ännu pågående kamp, ut mellan olika fraktioner i rörelsen. 
2011 föreslog MFDC en folkomröstning om självständighet för Casamance och har sedan dess vädjat till Afrikanska unionen (AU) och FN om stöd för denna idé.